# Pátina (cobre)

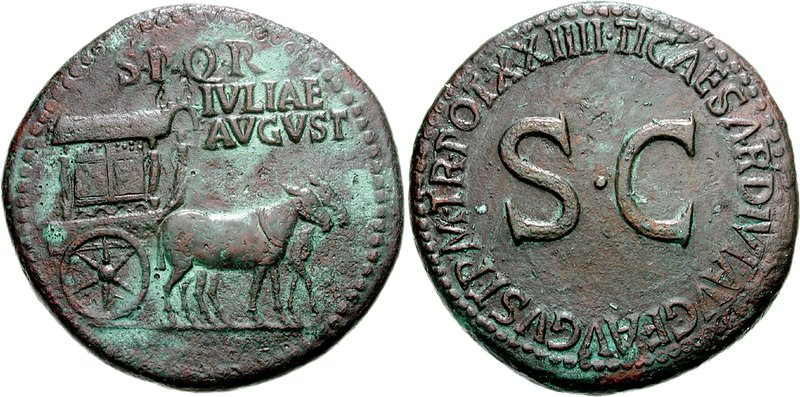
Monedas de bronce con pátina

La pátina (del latín «patĭna», plato, por el barniz de que están revestidos los platos antiguos) es una capa de color aceitunado que se genera sobre la superficie de algunos metales o aleaciones como el cobre, el bronce o el latón, así como en ciertas rocas o muebles de madera.
La pátina está compuesta por una capa que se genera tras el proceso de corrosión espontánea por el contacto con el aire. En el caso de los metales el proceso tiene que ver con su tendencia a regresar a su estado original en la naturaleza [cita requerida], es decir, a su forma de minerales de la cual fueron extraídos mediante diferentes procesos físicos como la aplicación de calor, las diferentes aleaciones, etc.
El bronce y el cobre se degradan lentamente, combinándose nuevamente con elementos del medio ambiente para volver a su estado natural. El resultado, con el tiempo, será una capa de sales de cobre sobre la superficie del metal, llamada pátina. El estaño es relativamente inerte y es estable en aleación con el cobre, y no se separará, como puede ocurrir con la plata y con el cobre.
En función de las sales de cobre que se formen, esta pátina puede ser estable (la beneficiosa) o inestable y destructiva, esta última llamada enfermedad del bronce o cáncer del bronce.

## Pátinas estables
Las impurezas del aire, la tierra y el mar causan corrosión, pero este tipo de pátinas por lo general protegen el cobre o el bronce contra ella. Una buena pátina no debe ser quitada de monedas, esculturas o superficies en general. Si se quita, la superficie brillante recién expuesta se oxidará otra vez, causando una pérdida leve del metal en el objeto
Algunos óxidos de cobre son el óxido cuproso (cuprita) que es el que tiende a formarse primero y tiene generalmente colores rojizos. Este se convierte en rápidamente óxido cúprico (tenorita) que es marrón oscuro o negro. Prácticamente todas las monedas antiguas de bronce tienen sobre la superficie metálica al menos una fina capa de óxido de cobre marrón.
El sulfato de cobre (antlerita) o sulfuros de cobre (novelita y calcocita) dan un color verde a azul verdoso.
El carbonato de cobre, la mayoría de las veces hace pátina verde (malaquita) y ocasionalmente azul (azurita y calconatronita). El carbonato de cobre es una reacción adicional del óxido de cobre, no del cobre, pues solo se formará sobre los óxidos de cobre marrones o rojos. Como el óxido de cobre es más estable que el carbonato de cobre, a veces se puede quitar solo el verde dejando la pátina original de color rojo o marrón.
El acetato de cobre (cardenillo), es de color verde y muy venenoso.

## Pátinas inestables o destructivas

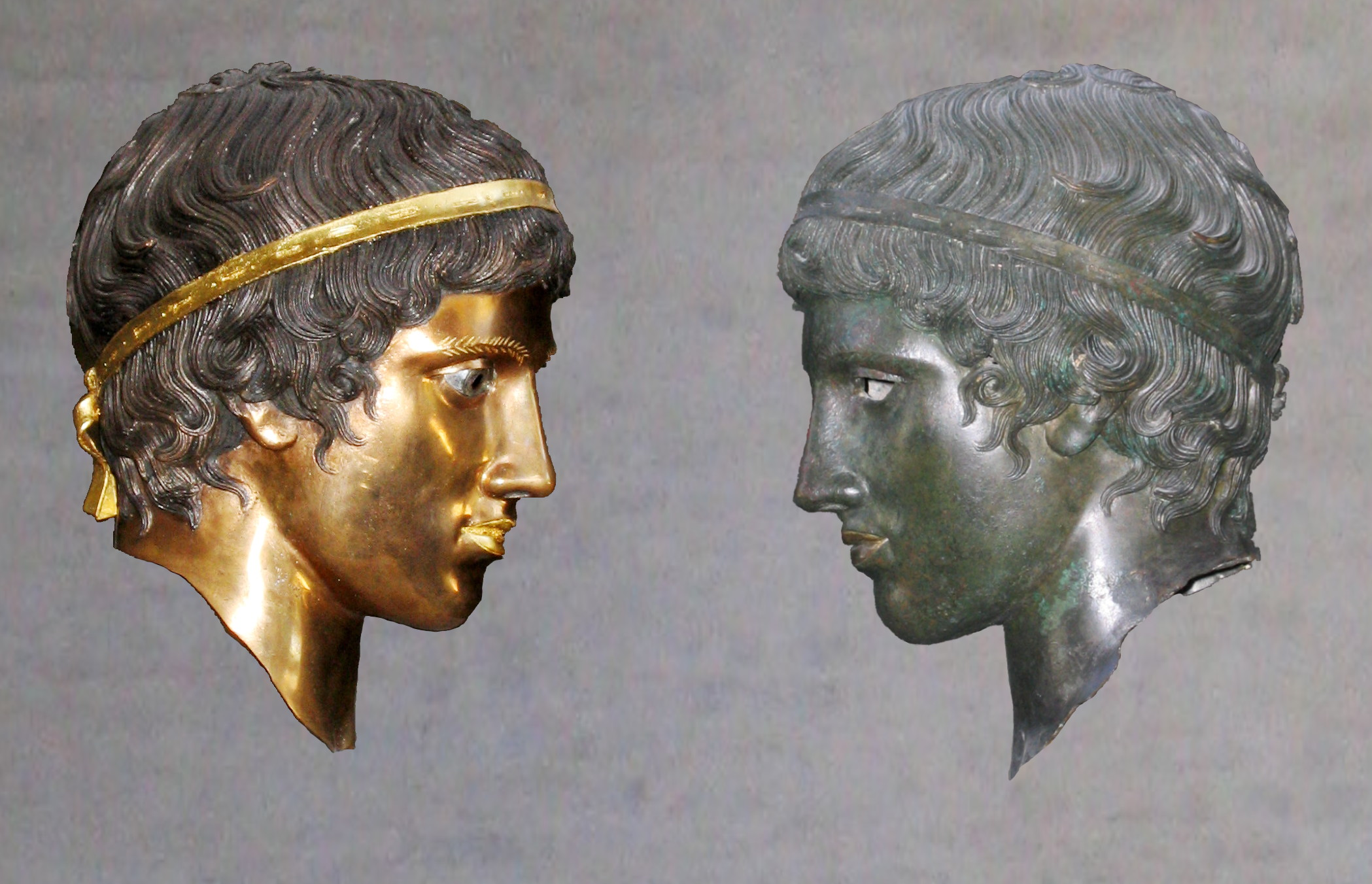
Escultura de bronce sin pátina y con ella.

La llamada enfermedad o cáncer del bronce es la presencia de sales de cloro, atacamita y paratacamita, sobre la superficie de monedas, esculturas y otros objetos formadas por aleaciones de cobre y es muy destructiva.
El cloruro cuproso y el cloruro cúprico, combinados con el oxígeno y el agua del aire producen ácido clorhídrico ocasionando unas manchas de color verde pálido a azul verdoso, suaves y polvorientas sobre la superficie del objeto, corroyéndolo y produciendo más cloruros de cobre, iniciando de nuevo la reacción para producir más ácido clorhídrico, y así sucesivamente hasta hacer desaparecer el objeto.

## Pátinas artificiales

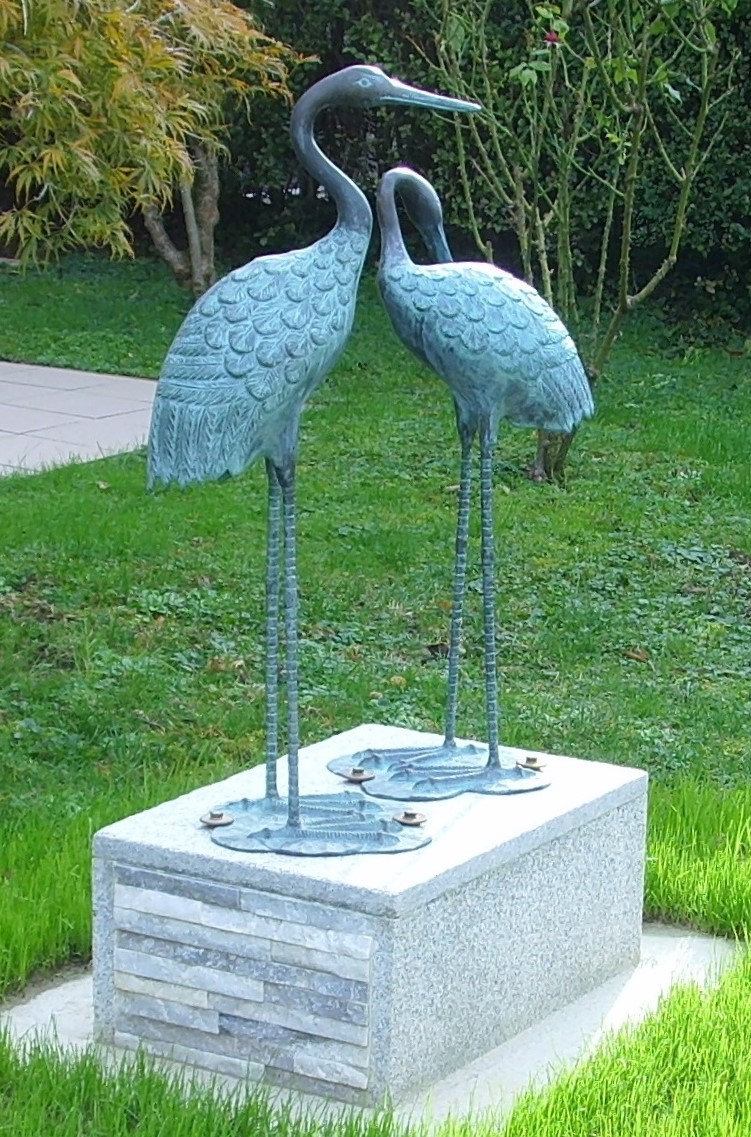
Pátinas artificiales (al bronce)

Las pátinas artificiales se aplican al cobre o al bronce utilizando soluciones químicas que reaccionan con la superficie para formar una capa delgada de corrosión de color. La pátina puede ser transparente u opaca y a veces se aplica en cierto número de capas para producir efectos muy variados. La patinación se ha utilizado como una técnica de decoración sobre metales por muchas diferentes culturas durante miles de años. 
El desarrollo de la patinación artificial como ahora la conocemos probablemente comenzó en la época del Renacimiento, cuando se utilizaba principalmente como un medio para conferir la apariencia de antigüedad en una escultura. Tradicionalmente, por lo tanto, las esculturas se han patinado en distintos tonos de marrones y verdes como imitación de los colores que forman naturalmente el  bronce y el cobre expuestos a los elementos. 